# Liniers (Buenos Aires)
Liniers é um bairro periférico situado na parte oeste da cidade de Buenos Aires, na Argentina. O bairro é atravessado pela Avenida Rivadavia, sendo delimitado pela Avenida General Paz, e faz divisa ao norte com Versalles, ao leste com Villa Luro, ao sul com Mataderos e a oeste com as localidades de Lomas del Mirador, e Ciudadela, ambas situadas na província de Buenos Aires. Com uma área total de 5,4 km², o bairro de Liniers abriga aproximadamente 44 mil habitantes, apresentando uma densidade populacional de cerca de 8.191 habitantes por km².

## História
O bairro de Liniers tem sua origem na construção da estação ferroviária homônima (Estación Liniers), que foi inaugurada em 1º de janeiro de 1887. O nome do bairro justifica-se pela figura de Santiago de Liniers, um espanhol que liderou a resistência local contra as invasões britânicas do Rio da Prata entre 1806 e 1807.

## Pontos de interesse

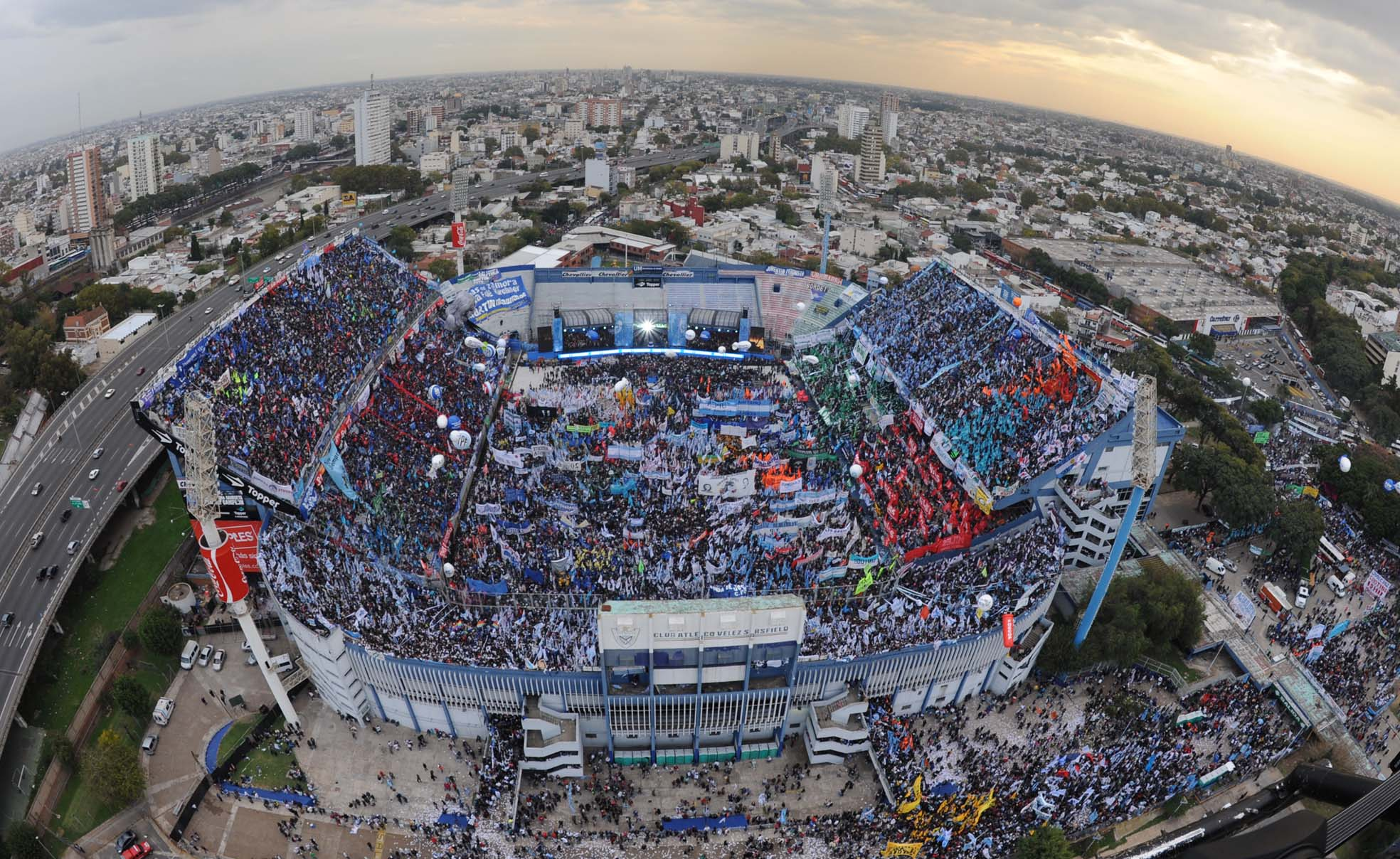
Estádio José Amalfitani (El Fortín de Liniers), lar do Vélez Sarsfield.

Liniers abriga o famoso Estádio José Amalfitani, a casa do Club Atlético Vélez Sarsfield, um famoso clube de futebol da região. Além disso, o bairro é lar do Santuário de San Cayetano, uma igreja que atrai milhares de fiéis durante sua festa em 7 de agosto. Os visitantes vão ao santuário para fazer suas orações em busca de emprego ou para expressar gratidão pelo que possuem.

## Infraestrutura
Liniers é um importante ponto de conexão viária, sendo atravessado pela Avenida Rivadavia, e pela rodovia Perito Moreno, que se cruzam com a Avenida General Paz. O bairro também abriga uma estação ferroviária ao longo da linha suburbana Sarmiento, que oferece acesso direto ao centro de Buenos Aires, e também à região oeste da Grande Buenos Aires.